# SALL3
SALL3‏ (Spalt like transcription factor 3) هوَ بروتين يُشَفر بواسطة جين SALL3 في الإنسان.